# Monte Gareloi
El volcán Gareloi es un estratovolcán en las islas Aleutianas de Alaska, Estados Unidos, a aproximadamente 2026 km de Anchorage. Gareloi se encuentra en isla Gareloi, y comprende la mayor parte de su masa de tierra. La isla también tiene dos pequeños glaciares que sobresalen al noroeste y sureste.

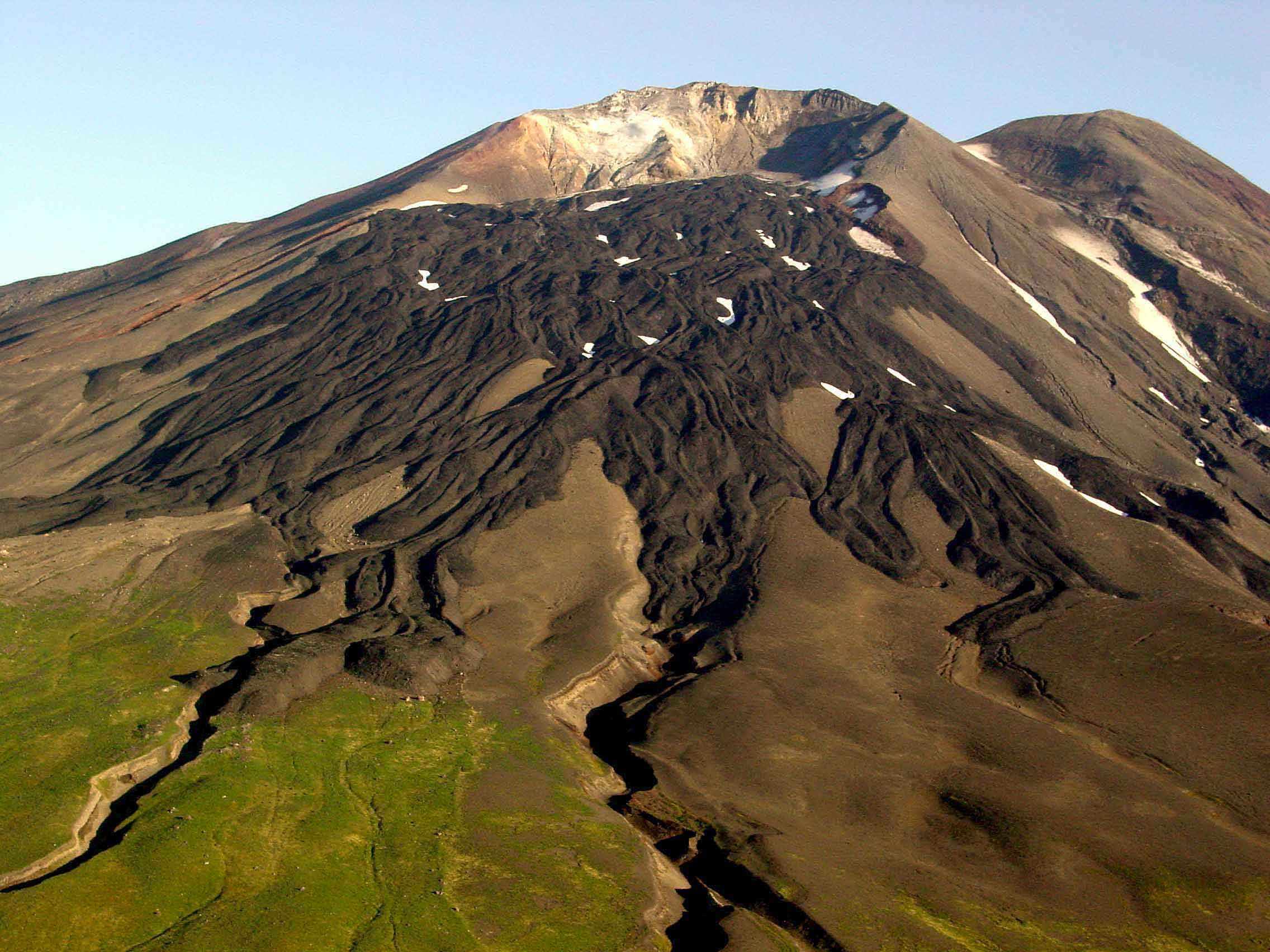
Panorámica de la cima

El volcán está a 10 km por 8 km en su base, y posee dos cumbres. El cráter del sur es mucho mayor en tamaño, con 3004 pies de ancho con fumarolas, lo que se puede atribuir a la falla del edificio en la pared sur, mientras que el cráter septentrional de Gareloi está encerrado.

## Geografía y Geología
Gareloi es el volcán más septentrional del Grupo Delarof, un subgrupo de las Islas Aleutianas. Está compuesto de dos cráteres, el más antiguo está cubierto por coladas de lava que van hacia las costas del noroeste y del sur. El cráter norte es pequeño, con una característica que sugiere el colapso del domo en su flanco noroeste. El flanco sur, más arriba y considerablemente más grande, contiene actividad fumarólica. Una fisura creada por la erupción de Gareloi en 1929 corre a lo largo de la cumbre meridional del volcán. Los escarpados acantilados en el lado suroeste de la isla cortan la antigua caldera. Tres masas fuera de la costa de la isla fueron producidas por los flujos de escombros del volcán.

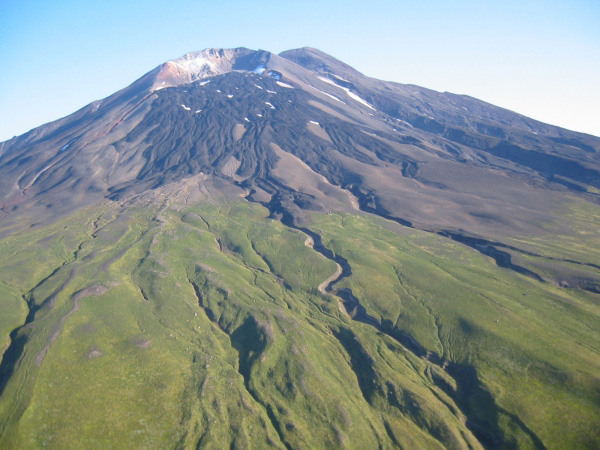
Fisura creada durante la erupción del Gareloi en 1929

Gareloi es de flujos de lava y origen piroclástico. Dos episodios principales contribuyeron a su creación. Los depósitos de lava en la montaña varían de 1 m a 6 m de espesor. Algunos de ellos se extienden desde los respiraderos externos en el volcán, lo que sugiere que la actividad durante el Pleistoceno tuvo lugar.
Hay dos grandes valles de lava en el lado suroeste de la isla que tienen forma de [U]. El más antiguo de estos flujos es de edad pleistocena compuesta por traquiandesita basáltica y andesita basáltica, con cantidades más pequeñas de plagioclasa, clinopiroxeno, olivino y hornblenda.

## Historia eruptiva
Gareloi tiene una extensa historia eruptiva, que data de al menos 1760. Al menos 12 erupciones han ocurrido en la cumbre, acompañadas de lava y flujos piroclásticos. Por lo general, se han caracterizado por una erupción de ventilación central seguida de una erupción explosiva y, a veces, una explosión freática. Todos han sido del Índice de Explosividad Volcánica (IEV) de 1 a 3. Tales erupciones han ocurrido en 1790, 1791, 1792, 1873, 1922, abril de 1929, 1950, 17 de enero de 1952, 7 de agosto de 1980, 15 de enero de 1982, 4 de septiembre de 1987 y 17 de agosto de 1989. Hubo erupciones inciertas en 1760, 1828, 1927 y 1996.

### 1929
En 1929, el volcán Gareloi sufrió una gran erupción explosiva donde generó cuatro flujos de lava, toba andesítica, vidrio volcánico y escoria de tono rojo. Trece cráteres, todos ubicados en la fisura, contribuyeron a este episodio. Todos son muy probablemente freáticos. Durante la erupción, los flujos piroclásticos se convocaron con tefra, según lo sugerido por los depósitos. Un lahar también salió de la cumbre.

### 1980-1990
El 8 de agosto de 1980 Gareloi entró en erupción por primera vez en los registros desde 1929, enviando penachos de ceniza a más de 10,668 m a la atmósfera. Los terremotos precursores ocurrieron el 8 y 9 de agosto, ambos al oeste de la red sísmica Adak. Un episodio similar tuvo lugar en 1982 cuando el 15 de enero apareció una nube de ceniza de más de 7,010 m en imágenes satelitales. 1987 marcó un hito en la historia eruptiva de Gareloi, cuando un flujo, probablemente de origen volcánico, fue observado por un piloto de avión comercial. La masa se extendió por 400 m hacia abajo del volcán. Steam supuestamente emanó del volcán, pero los vulcanólogos no pudieron verificar una erupción. En 1989, un empleado del Servicio de Pesca y Vida Silvestre de los EE. UU. descubrió otra columna de ceniza cubriendo la caldera y escalando 701 m desde la cumbre el 17 de agosto. Se informó una erupción menor el 27 de septiembre de 1996 al Servicio Meteorológico Nacional. Unidad meteorológica en las cercanías de Anchorage. La pluma, que consiste en cenizas y vapor, se elevó a 1524 m de la cima del volcán.